# Henri Monod
Pour les articles homonymes, voir Monod.
Henri Monod, né le 20 janvier 1753 à Morges et mort le 13 septembre 1833, est un homme politique vaudois.

## Biographie
- 1773, études à l'université de Tübingen où étudie aussi Frédéric-César de La Harpe
- Avocat
- Président de la Chambre administrative, autorité chargée d'exécuter les lois et d'administrer le canton du Léman
- 1800, il part pour Paris avec son épouse, son fils et sa fille
- 1802, préfet du Léman
- 10 mars 1803, la Commission provisoire créée par l'Acte de Médiation, présidée par Monod, proclame la souveraineté du canton
- 16 avril 1803, il est élu président du Petit Conseil
- 13 octobre 1803, il donne sa démission
- 10 avril 1811, il est réélu au Petit Conseil
- 28 décembre 1813, après la défaite de Napoléon, il rencontre le tsar Alexandre Ier à Fribourg-en-Brisgau pour empêcher le retour du canton de Vaud aux Bernois
- 1833, décès à l'âge de 80 ans